# Diores salisburyensis
Diores salisburyensis är en spindelart som beskrevs av Tucker 1920. Diores salisburyensis ingår i släktet Diores och familjen Zodariidae. Inga underarter finns listade i Catalogue of Life.